# Dębowiec (gemeente in Subkarpaten)
De gemeente Dębowiec is een landgemeente in het Poolse woiwodschap Subkarpaten, in powiat Jasielski.
De zetel van de gemeente is in Dębowiec.
Op 30 juni 2004 telde de gemeente 8347 inwoners.

## Oppervlakte gegevens
In 2002 bedroeg de totale oppervlakte van gemeente Dębowiec 85,81 km², waarvan:
- agrarisch gebied: 60%
- bossen: 32%

De gemeente beslaat 10,33% van de totale oppervlakte van de powiat.

## Administratieve plaatsen (sołectwo)
Cieklin, Dębowiec, Duląbka, Dzielec, Dobrynia, Folusz, Łazy Dębowieckie, Majscowa, Pagórek, Radość, Wola Cieklińska, Wola Dębowiecka, Zarzecze.

## Demografie
Stand op 30 juni 2004:
| Omschrijving                   | Totaal | Totaal | Vrouwen | Vrouwen | Mannen | Mannen |
| ------------------------------ | ------ | ------ | ------- | ------- | ------ | ------ |
| eenheid                        | aantal | %      | aantal  | %       | aantal | %      |
| inwoners                       | 8347   | 100    | 4211    | 50,4    | 4136   | 49,6   |
| bevolkingsdichtheid (inw./km²) | 97,3   | 97,3   | 49,1    | 49,1    | 48,2   | 48,2   |

In 2002 bedroeg het gemiddelde inkomen per inwoner 1261,43 zł.

## Aangrenzende gemeenten
Jasło, Lipinki, Nowy Żmigród, Osiek Jasielski, Sękowa, Tarnowiec